# نيثن من أجلك
ناثان من أجلك (بالإنجليزية: Nathan for You) مسلسل أمريكي وثائقي كوميدي، إعداد وبطولة ناثان فيلدر. بدأ عرضهُ في 28 فبراير، 2013 على قناة كوميدي سنترال. في المسلسل يُحاول ناثان مساعدة أصحاب الأعمال والناس بطرق غير اعتيادية عبر خدماته التسويقية واستشاراته الإدارية.
حصلت الحلقة الأولى من المسلسل على 354,000 مشاهدة، ووصلت مشاهدات الحقلة الثانية إلى 570,000 مشاهدة. في 10 ديسمبر، 2015، أعلنت القناة عن تجديد المسلسل لموسم رابع، بدأ عرضه في 28 سبتمبر، 2017.

## الحلقات

### نظرة عامة
| الموسم  | الحلقات | الحلقات | الأصلي         | الأصلي         |
| الموسم  | الحلقات | الحلقات | الأول          | الأخير         |
| ------- | ------- | ------- | -------------- | -------------- |
| 1       | 8       | 8       | 28 فبراير 2013 | 18 أبريل 2013  |
| 2       | 8       | 8       | 1 يوليو 2014   | 19 أغسطس 2014  |
| 3       | 8       | 8       | 15 أكتوبر 2015 | 10 ديسمبر 2015 |
| Special | Special | Special | 21 سبتمبر 2017 | 21 سبتمبر 2017 |
| 4       | 7       | 7       | 28 سبتمبر 2017 | 9 نوفمبر 2017  |

## وصلات خارجية
- الموقع الرسمي
- نيثن من أجلك على موقع IMDb (الإنجليزية)
- نيثن من أجلك على موقع ميتاكريتيك (الإنجليزية)
- نيثن من أجلك على موقع روتن توميتوز (الإنجليزية)
- نيثن من أجلك على موقع فيلمافينيتي (الإسبانية)
- نيثن من أجلك على موقع كينوبويسك (الروسية)
- نيثن من أجلك على موقع قاعدة بيانات الفيلم (الإنجليزية)